# Martin Hoffmann
Martin Hoffmann (Gommern, 22 de març de 1955) és un exfutbolista de la República Democràtica Alemanya de la dècada de 1970 i posteriorment entrenador de futbol.

## Trajectòria esportiva
Hoffmann jugà entre 1968 i 1987 sempre al mateix club, 1. FC Magdeburg de l'Alemanya Oriental, disputant un total de 255 partits i marcant 78 gols. Guanyà la lliga de la RDA el 1974 i 1975, i la copa el 1978, 1979 i 1983. El seu major triomf pel que fa a clubs, fou la victòria a la Recopa d'Europa en la qual derrotà l'AC Milan per 2-0 el 8 de maig de 1974 a Rotterdam.
Fou internacional amb la selecció de futbol de la RDA amb la qual disputà 62 partits i marcà 15 gols entre 1973 i 1981. Disputà el Mundial de 1974, jugant sis partits i marcant un gol davant Xile. El 1976 formà part de la selecció de la RDA campiona olímpica a Mont-real, competició en la qual jugà 5 partits i marcà un gol a la final davant Polònia.
També fou entrenador del seu club de tota la vida, el Magdeburg, entre 1994 i 1996 i de 2002 a 2003. La temporada 1996-97 també dirigí breument el club Parchimer FC.

## Palmarès
Magdeburg
- Recopa d'Europa de futbol: 1
  - 1974
- Lliga de la RDA de futbol: 2
  - 1973-74, 1974-75
- Copa de la RDA de futbol: 3
  - 1977-78, 1978-79, 1982-83

RDA
- Medalla d'or als Jocs Olímpics d'Estiu: 1
  - 1976